# Минусинск
Минусинск (рус. Минусинск) град је у Русији, у Краснојарском крају. Према попису становништва из 2010. у граду је живео 71.171 становник.

## Становништво
Према прелиминарним подацима са пописа, у граду је 2010. живео 71.171 становник, 1.390 (1,92%) мање него 2002.
| 1939.  | 1959.  | 1970.  | 1979.  | 1989.  | 2002.  | 2010.  |
| ------ | ------ | ------ | ------ | ------ | ------ | ------ |
| 31.354 | 38.318 | 40.763 | 56.237 | 72.942 | 72.561 | 71.170 |

## Градови побратими
- Нориљск